# Джаред Фолоуил
Майкъл Джаред Фолоуил (на английски: Michael Jared Followill, 20 ноември, 1986), по-известен като Джаред Фолоуил, е член на американската музикална група Кингс ъф Лиън. Той е бас китаристът и пианистът на групата. Брат е на Калеб и Натан и братовчед на Матю Фолоуил.

## Личен живот
Джаред е роден в семейството на Бети Ан и Иван Лиън Фолоуил – евангелисти, пътуващи из юга. Той и другите членове на групата също пътуват много и се местят често. Понякога спят в църкви, колите си или в къщи на приятели, а майка им Бети ги учи, докато не ходя на училище. След няколко години молят баща им да напусне църквата, а той и майка им се развеждат. Джаред се включва в Кингс ъф Лиън, когато е 15-годишен, макар никога да не е свирил на бас китара и по начало да не желае да е бас китарист. Успява да се научи около месец преди записването на първия им албум „Youth and Young Manhood“.
Той е на 16, когато първият им студиен албум се появява на пазара през 2003 г.

## Стил на свирене
Джаред основно свири с перце, макар че заявява, че свиреното с пръсти е по-лесно. Използва ефекти, най-вече дисортация, защото не харесва чистия звук. Свири по-тежко на по-високите честоти, защото се опитва да направи бас звука си като баритон китара.

### Влияние
Джаред се влияе от Питър Хук, Джой Дивижън, Ню Ордър, Ким Диъл, Пиксис и Николай Фрейтър от The Strokes